# Timothy Shew
Timothy Shew (Grand Forks, 7 febbraio 1959) è un attore statunitense, attivo in campo teatrale, televisivo e cinematografico.

## Biografia
Noto soprattutto come interprete di musical, Timothy Shew ha recitato in una decina di musical a Broadway, dove debuttò nel 1988 nella produzione originale di Les Misérables. Dopo aver recitato in ruoli minori, nel 1988 ottenne la parte del protagonista Jean Valjean. Shew interpretò Jean Valjean a Broadway per un anno e poi tornò a ricoprire la parte anche per un altro anno tra il 1999 e il 2000.
Negli anni novanta recitò ancora a Broadway in Guys and Dolls (1992), Sunset Boulevard con Glenn Close (1994) e King David (1997), mentre nel 2003 ha recitato a Broadway in Wonderful Town con Brooke Shields. Negli anni successivi recitò ancora a Broadway in Bye Bye Birdie con John Stamos (2009), Evita con Ricky Martin (2012) e The Visit con Chita Rivera (2015). Shew ha recitato anche in televisione in episodi di Law & Order - Unità vittime speciali e Madam Secretary, mentre è apparso sul grande schermo in Chicago e The Producers - Una gaia commedia neonazista.

## Filmografia

### Cinema
- Chicago, regia di Rob Marshall (2002)
- The Producers - Una gaia commedia neonazista (The Producers), regia di Susan Stroman (2006)

### Televisione
- Law & Order - Unità vittime speciali – serie TV, 1 episodio (2001)
- Madam Secretary – serie TV, 1 episodio (2016)

## Doppiatori italiani
Nelle versioni in italiano dei suoi lavori, Timothy Shew è stato doppiato da:
- Stefano Oppedisano in FBI: Most Wanted